# Ascona

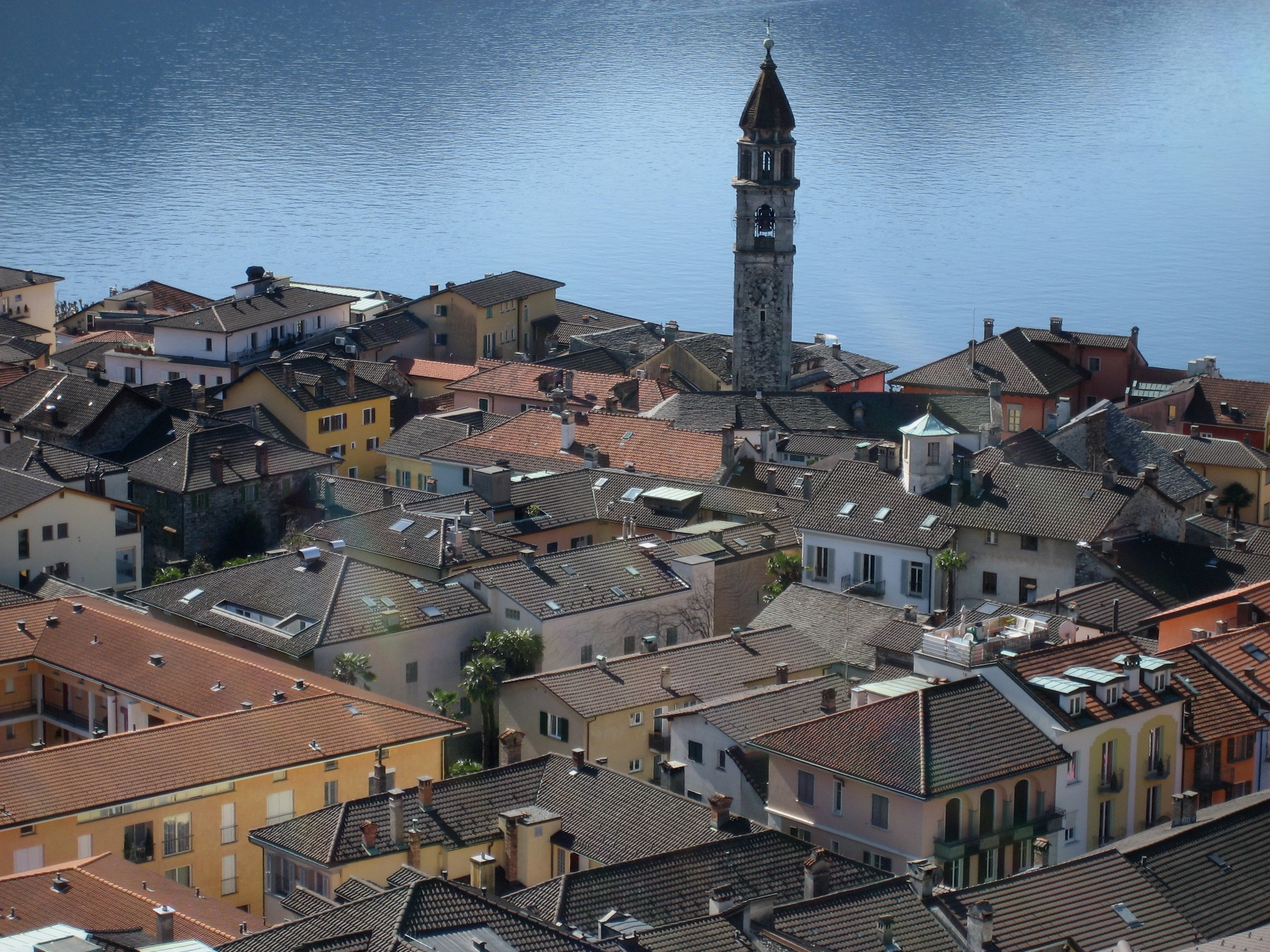
Blick auf die Dächer Asconas

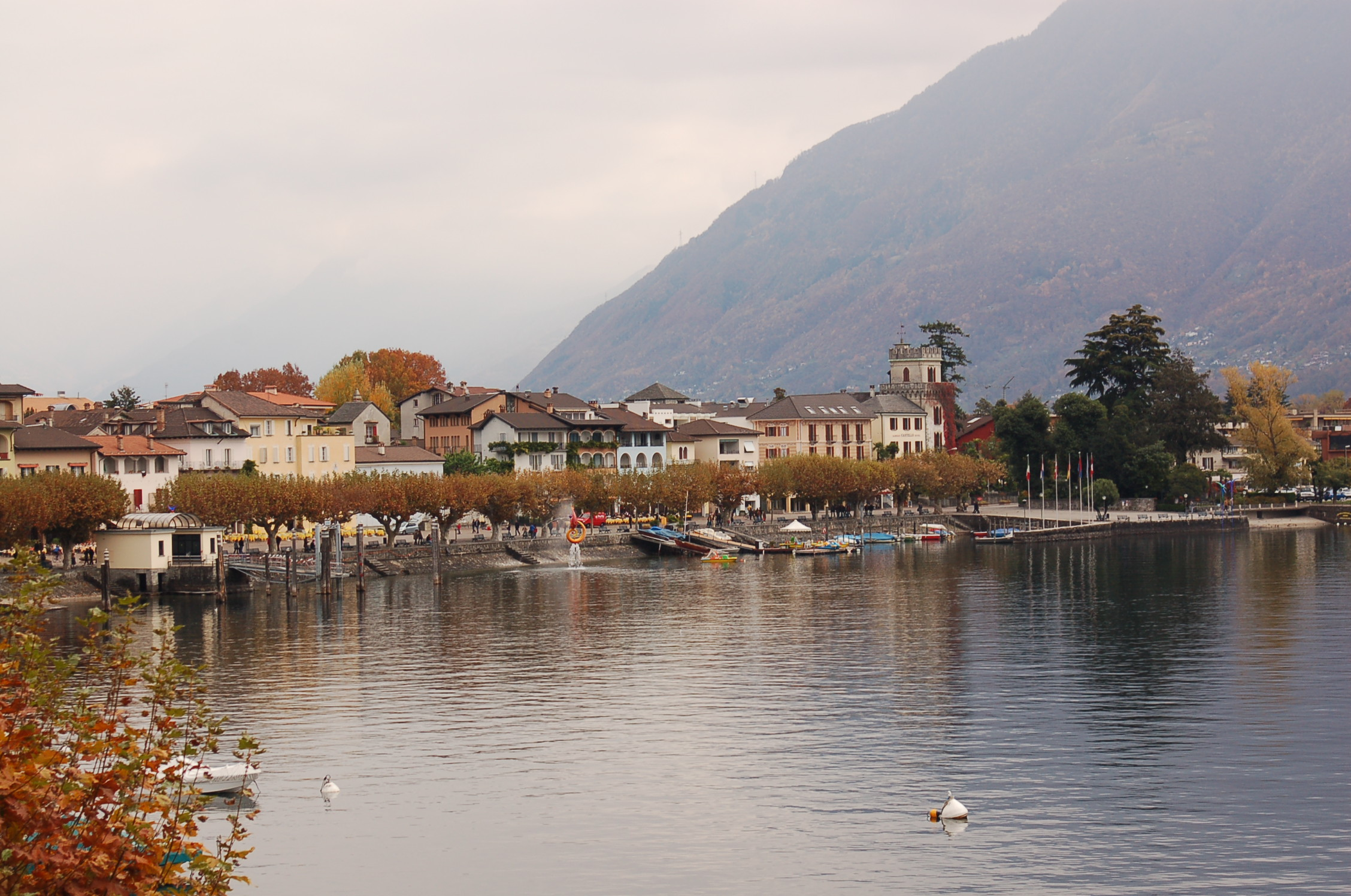
Dorfkern von Ascona vom See her gesehen

Historisches Luftbild aus 100 m von Walter Mittelholzer von 1929

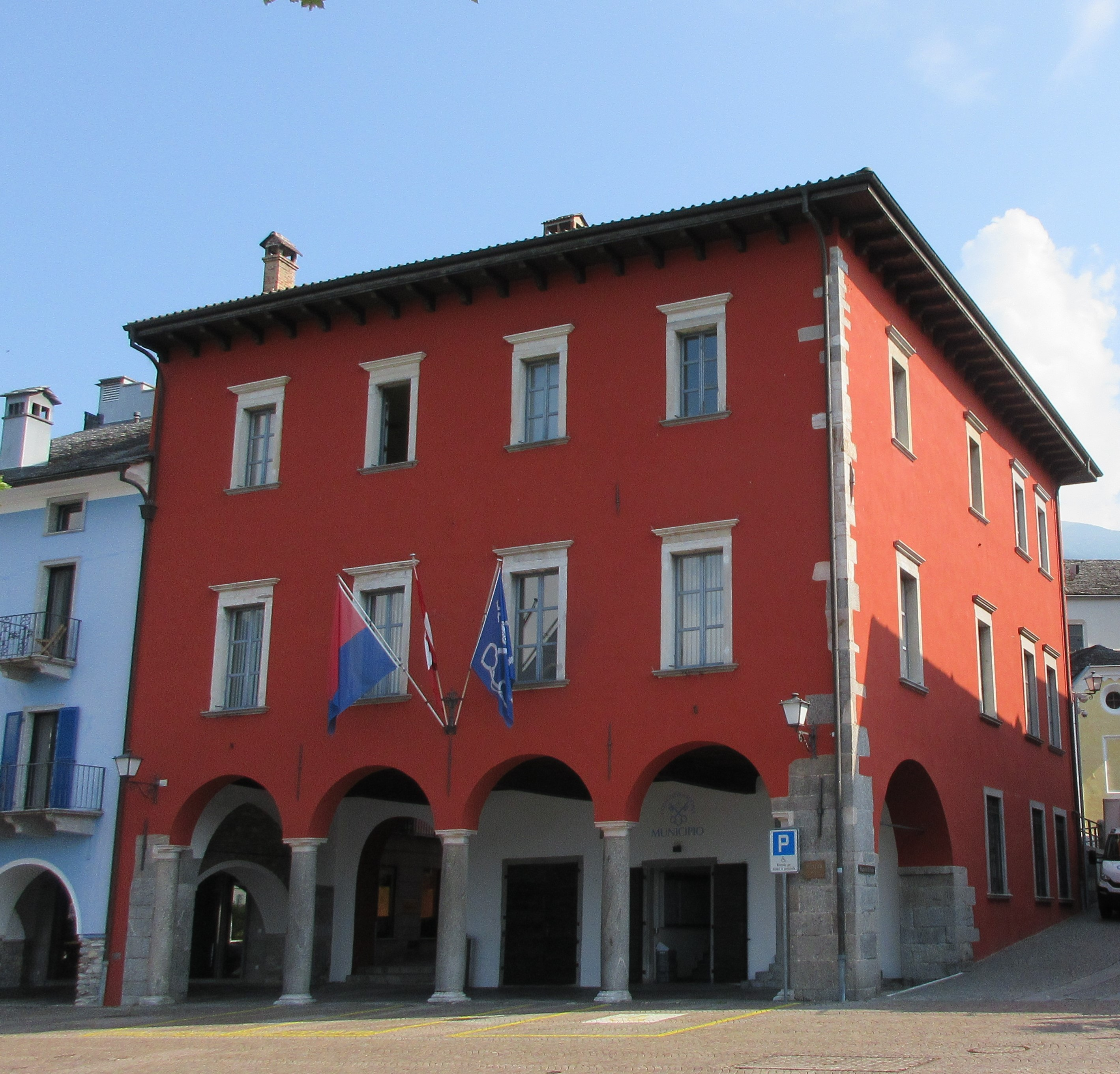
Rathaus in Ascona, von der Seeseite aus gesehen

Ascona, im alpinlombardischen Ortsdialekt Scona [ˈʃkona], ist eine politische Gemeinde im Schweizer Kanton Tessin (Bezirk Locarno, Kreis Isole). Die früheren deutschen, auf dem Lombardischen beruhenden Namen Aschgunen beziehungsweise Aschgonen werden heute nicht mehr verwendet.

## Geographie
Das ehemalige Fischerdorf und der spätere Kurort liegt am Nordufer des Lago Maggiore. Nachbargemeinden sind Locarno, Losone, Ronco sopra Ascona, Brissago und Centovalli. Ascona ist die tiefstgelegene Ortschaft der Schweiz, da der Dorfkern unmittelbar am See liegt. Im Westen reicht die Gemeinde über den bewaldeten Berg und Aussichtspunkt Corona di Pinz hinaus, der auf 1293 m ü. M. liegt.
Weitere Ortsteile sind San Materno, San Michele, Monte Verità und Moscia. Zum Gemeindegebiet gehört auch Saleggi, der südwestliche, flache Teil des Maggiadeltas.

## Geschichte
Ausgrabungen von 1969 in und um die Kirche San Michele brachten neolithische Feuersteine und Keramikscherben zutage. In der Nekropole von San Materno wurde Keramik aus der mittleren und späten Bronzezeit gefunden. Auf dem nahen Hügel Balladrüm lag um 1000 v. Chr. eine befestigte Höhensiedlung, von der noch Reste von Trockenmauern vorhanden sind.
Ascona taucht in schriftlichen Quellen erstmals 1186, 1189 oder 1191 (unsichere Datierung) auf, als der Bischof von Como, Anselmo della Torre, Ländereien in Ascona und Locarno samt der Burg San Michele – castrum quod dicitur Sconae – dem Pietro de Duni und anderen Adligen zu Lehen gab, die diese danach ausbauten. 1224 wurde das Dorf als burgus de Scona erwähnt. Um 1250 verlegten die Mailänder Geschlechter Griglioni und die Carcani als Kriegsflüchtlinge ihren Sitz nach Ascona und bauten Burgen direkt am Seeufer, wo heute die Seepromenade liegt. Etwa gleichzeitig nahm die Familie Orelli einen Teil der Burg in Besitz, den sie umstrukturierten und ausbauten. Um 1400 verlagerte die Familie Duni ihren Wohnsitz von der Burg San Michele ins Dorf hinunter, wodurch Baufälligkeit und Zerfall der Burg begannen. Im 17. Jahrhundert wurde die baufällige Burgkapelle durch die Kirche San Michele ersetzt.
Bis ins 16. Jahrhundert bildeten Ascona und Ronco eine einzige Gemeinde. Bei der damaligen Trennung der Gemeinden behielt Ascona bis heute einen merkwürdig anmutenden circa 100 m breiten Streifen Buchenwaldes, der sich auf circa 1200 m ü. M. etwa 4 km nach Westen hinzieht. Grund für diesen territorialen Anspruch war damals die Nutzung des Buchenholzes für die Köhlerei. Noch heute sind Spuren zweier Kohlenmeiler erkennbar, und der Flurname Carbonera erinnert ebenfalls an die ehemalige Bedeutung dieses Waldes.
Ascona gehörte einst zu Mailand (siehe den Hauptartikel → Geschichte Mailands) und ab 1403 und 1512 als Ennetbirgische Vogtei zur Alten Eidgenossenschaft. In der 1798 ausgerufenen Helvetischen Republik gehörte Ascona zum Kanton Lugano, und seit 1803 ist es eine Gemeinde des neu gegründeten Kantons Tessin (siehe den Hauptartikel →Geschichte des Kantons Tessin).
Der Hügel über Ascona, der Monte Verità, besass in der ersten Hälfte des 20. Jahrhunderts – insbesondere zwischen 1900 und 1920 – eine grosse kulturelle Bedeutung. Dort sammelten sich Aussteiger, Lebensreformer und Revolutionäre und verkündeten in einer einzigartigen Mischung freie Liebe, Vegetarismus, Anarchie und kommunitäres Gedankengut.
Während der Zeit des Nationalsozialismus fanden deutsche Flüchtlinge Zuflucht in Ascona. So lebten dort zur gleichen Zeit beispielsweise die Publizistin Helene Stöcker, der Sexualwissenschaftler Magnus Hirschfeld, die Schriftsteller Ernst Toller und Max Barth sowie die Journalistin Dora Fabian.
In der Nachkriegszeit machte der Niederländer Leo Kok mit seinem Antiquariat Libreria della Rondine Ascona zu einem Treffpunkt für im Tessin lebende Künstler und Literaten.
Heute lebt Ascona vom Tourismus und beherbergt in der Sommersaison rund 20'000 bis 25'000 Feriengäste. Zudem betrug der Anteil der Zweitwohnungen im Jahr 2014 52 %, was nach schweizerischer Gesetzgebung keine neuen Zweitwohnungen mehr zulässt.
Bei einer Volksabstimmung im Jahr 2011 über eine Fusion der vier Gemeinden Ascona, Brissago, Losone und Ronco sopra Ascona lehnte Ascona wie Brissago und Ronco deutlich ab, der Nein-Stammenanteil in Ascona betrug 79,1 %. Ascona bildet auch nach wie vor eine eigenständige Bürgergemeinde.

## Bevölkerung
Einwohnerzahlen: Volkszählungsdaten

## Politik
Ascona hat als Legislative ein Gemeindeparlament (Consiglio comunale) mit 35 Sitzen; die Exekutive ist der Gemeinderat (Municipio) mit 7 Sitzen. 
Sitzverteilung in den Gemeindewahlen vom 14. April 2024 im Gemeindeparlament: 16 Sitze für die FDP. Die Liberalen (Partito Liberale Radicale), 10 für die Mitte (Il Centro), 5 für die Rot-Grüne Gruppe (Gruppo Rosso Verde) und 4 für Ascona 2024. Nach der Wahl wechselte eine Vertreterin der Mitte zu Ascona 2024.
Im Gemeinderat nehmen Einsitz: 4 Vertreter der FDP. Die Liberalen, 3 der Mitte und 1 der Rot-Grünen Gruppe. Dem Gemeinderat steht als Gemeindepräsident (Sindaco) Giorgio Gilardi (FDP) vor.

## Verkehr
Der öffentliche Nahverkehr wird durch die Busse der Ferrovie autolinee regionali ticinesi (FART) sichergestellt:
- Bus Nr. 1 fährt von Ascona nach Locarno zum Bahnhof Locarno und über Minusio nach Tenero und zurück
- Bus Nr. 316 verbindet Locarno mit Ascona, Moscia, Porto Ronco und Brissago

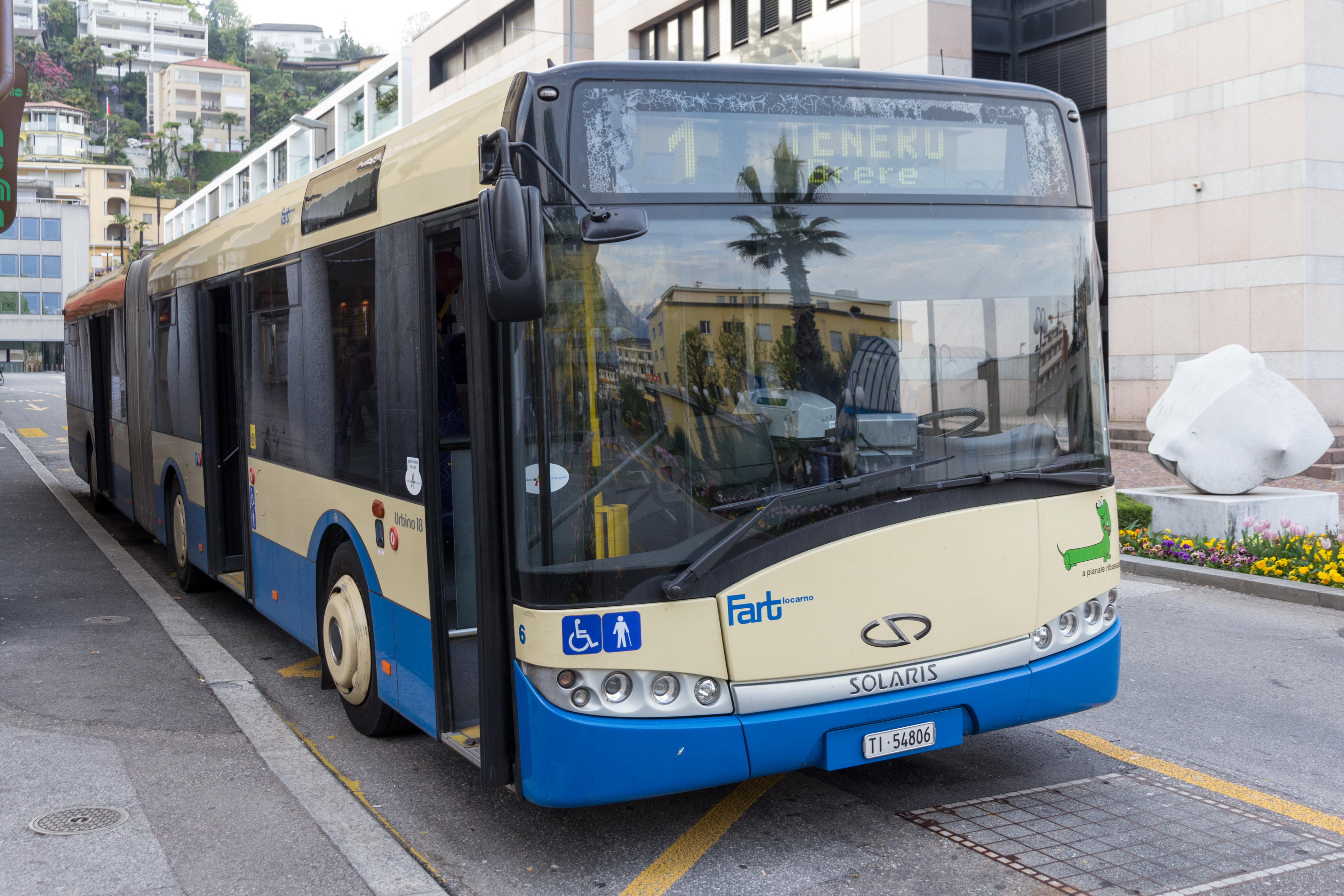
Bus der Linie 1 in Ascona

Ende der 1980er-Jahre wurde unter dem Monte Verità ein 1,1 Kilometer langer Strassentunnel gebaut. Zuvor durchquerten die Autos die Asconeser Innenstadt, wodurch es dort besonders in der Ferienzeit zu langen Staus kam. Heute fahren die Autos durch den Tunnel an Ascona vorbei, die alte Uferstrasse dient als Fussgängerzone und dem Anliegerverkehr.
Die Schiffanlegestelle Ascona am Lungolago (Seeplatz) wird von April bis etwa Mitte Oktober von der Navigazione Laghi (Schifffahrt auf dem ganzen Langensee, italienische Gesellschaft) und seit 2019 auch von der Società Navigazione del Lago di Lugano (lokale Schifffahrt auf dem schweizerischen Seeteil, Schweizer Gesellschaft) angefahren und bedient. Die Schiffe fahren ostwärts Richtung Locarno oder südwestwärts Richtung Porto Ronco, Isole di Brissago, Brissago, Cannobio und Verbania.

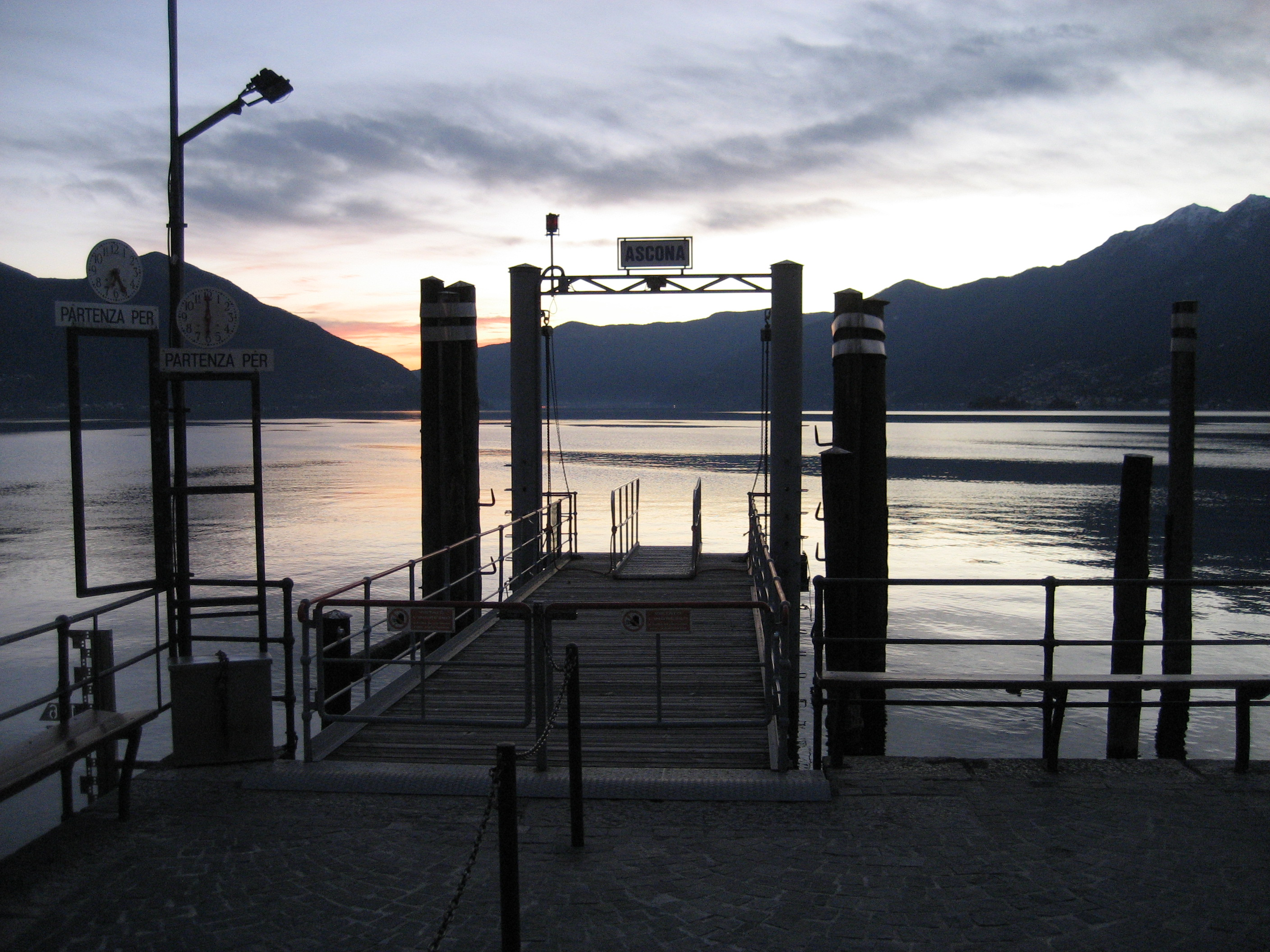
Schiffanlegestelle Ascona

Der von Emanuele Bianda 1947 eröffnete Sportflugplatz Aerodromo Ascona wurde 1997 aufgegeben, der nächstgelegene ist nun der Aeroporto cantonale di Locarno östlich von Locarno.
Ascona liegt an der Hauptstrasse 13, die an der deutschen Grenze bei Trasadingen beginnt und bis Brissago an die Grenze zwischen der Schweiz und Italien führt.

## Sehenswürdigkeiten

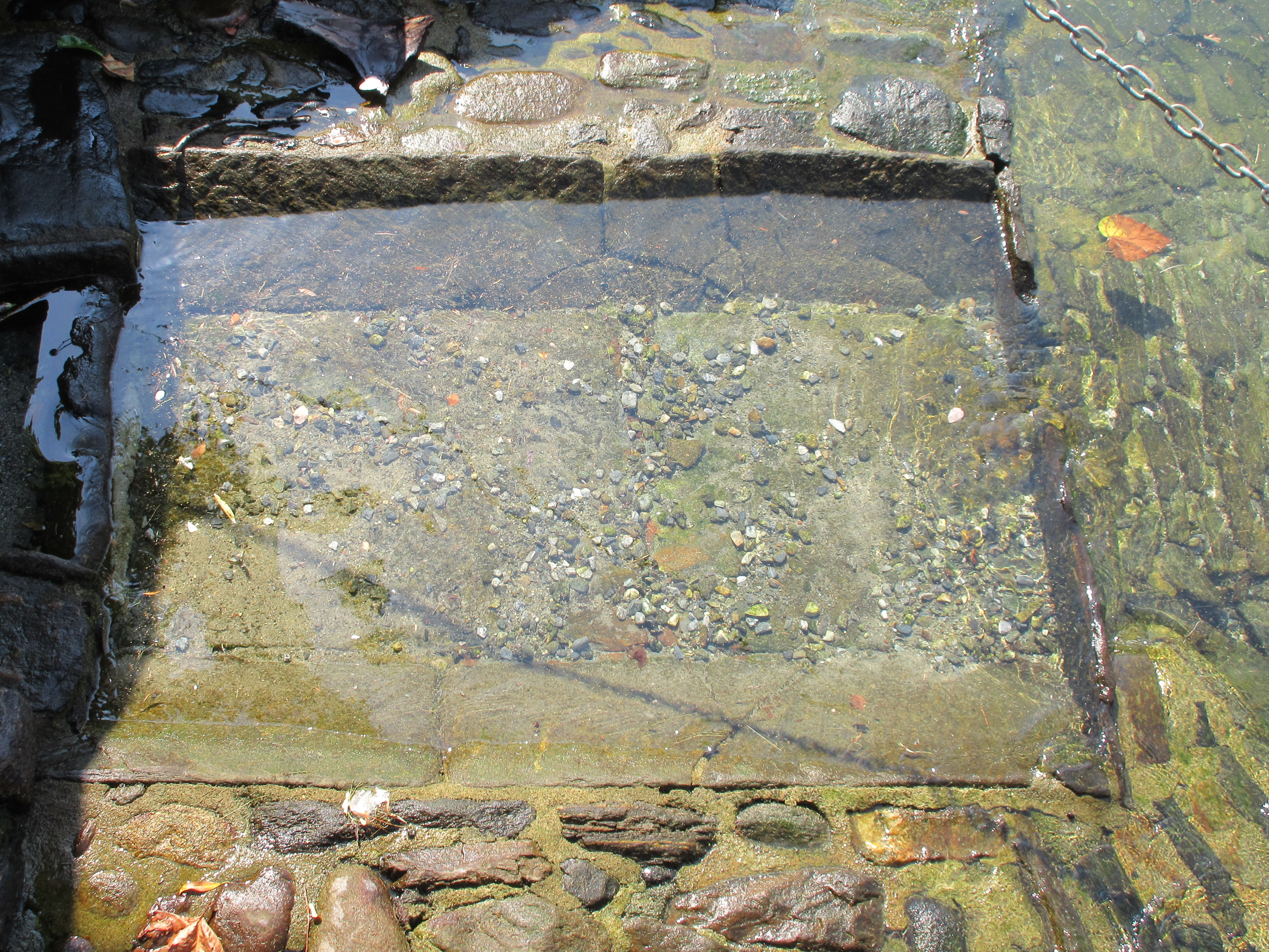
Waschbassin an der Seepromenade in Ascona

Ascona besitzt eine malerische Seepromenade, die auf das 13. Jahrhundert zurückgeht, ihre heutige Form aber erst infolge von Aufschüttungen im 20. Jahrhundert erreicht hat. Waschbassins an der Seepromenade, die bis in das 20. Jahrhundert hinein zum Wäschewaschen genutzt wurden, sind erhalten und beschildert. Das Dorfbild ist im Inventar der schützenswerten Ortsbilder der Schweiz (ISOS) als schützenswertes Ortsbild der Schweiz von nationaler Bedeutung eingestuft.

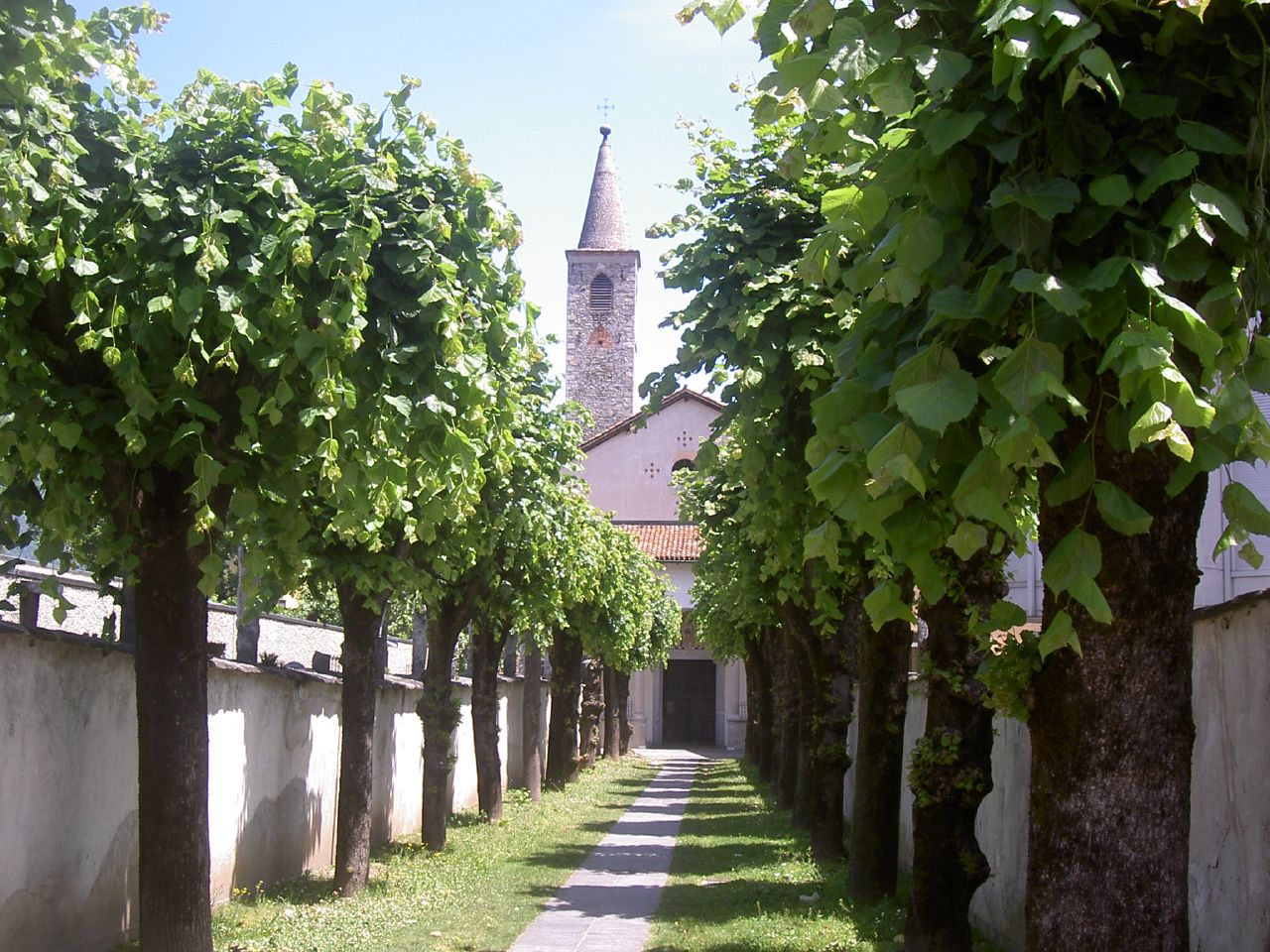
Santa Maria della Misericordia

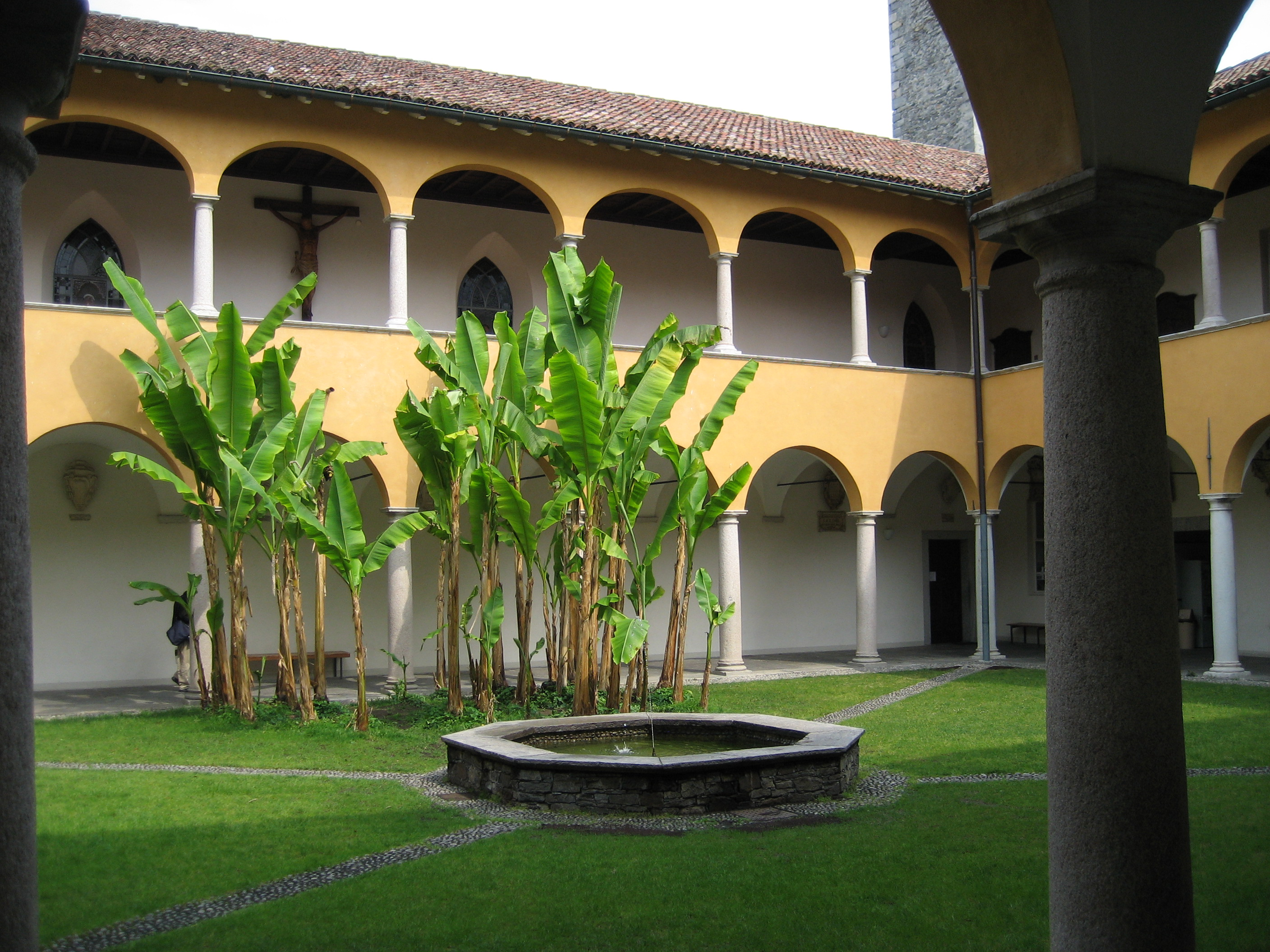
Innenhof des Collegio Papio

Bedeutendste Sakralbauten sind die Pfarrkirche Santi Pietro e Paolo  und die Kirche Santa Maria della Misericordia.
- Santi Pietro e Paolo ist eine dreischiffige Basilika mit polygonem Chor. Sie findet sich 1264 erstmals erwähnt, wurde im 16. Jahrhundert erweitert und im 18. und 19. Jahrhundert umgebaut. Sie enthält drei hervorragende Gemälde von Giovanni Serodine.[22][23]
- Santa Maria della Misericordia ist ein grosser schlichter einschiffiger Bau mit quadratischem Chor und wurde zwischen 1399 und 1442 errichtet; der hoch aufragende Turm stammt von 1488. Die Kirche enthält einen der umfangreichsten Freskenzyklen der Spätgotik in der Schweiz.[24][25][26][27]

Wichtigste Profanbauten im Ortskern sind das Rathaus, die Casa Serodine und das Collegio Papio.
- Das an der Seepromenade stehende Rathaus wurde 1564 für Bartolomeo Papio, den Gründer des gleichnamigen Collegio, errichtet und 1580 der Gemeinde überlassen. Gegen den See ist die originale Fassade mit Laubengang erhalten.[29]
- Die Casa Serodine hat eine aus dem frühen 17. Jahrhundert stammende stuckverzierte Fassade, die zu den bedeutendsten der Schweiz gehört. Im Innenhof finden sich Loggien.[30]
- Das Collegio Papio[31] wurde auf persönliche Verwendung von Kardinal Karl Borromäus 1584 von Bartolomeo Papio gegründet und zwischen 1585 und 1620 an die Kirche Santa Maria della Misericordia angebaut. Es besitzt einen der schönsten Renaissancekreuzgänge der Schweiz.[32][33]

Von den einstigen vier Burgen existiert heute nur noch das an der Seepromenade stehende Castello dei Griglioni. Von ihm sind beachtliche Mauerteile erhalten und in jüngere Gebäude eingebaut (heute Hotel). Der einst ebenfalls an der Seepromenade befindliche Turm der Carcani wurde schon im Spätmittelalter zerstört, und das erhöht über dem Ort gelegene Castello di San Michele wurde im 17. Jahrhundert teilweise abgebrochen, um für die Kirche San Michele Platz zu schaffen; die restlichen Ruinen wurden grösstenteils 1912 abgerissen. Von der ursprünglichen Bausubstanz des am Nordrand der Gemeinde gelegenen, im 19. und frühen 20. Jahrhundert weitgehend neu errichteten Castello di San Materno schliesslich sind lediglich noch Reste der romanischen Burgkapelle erhalten.

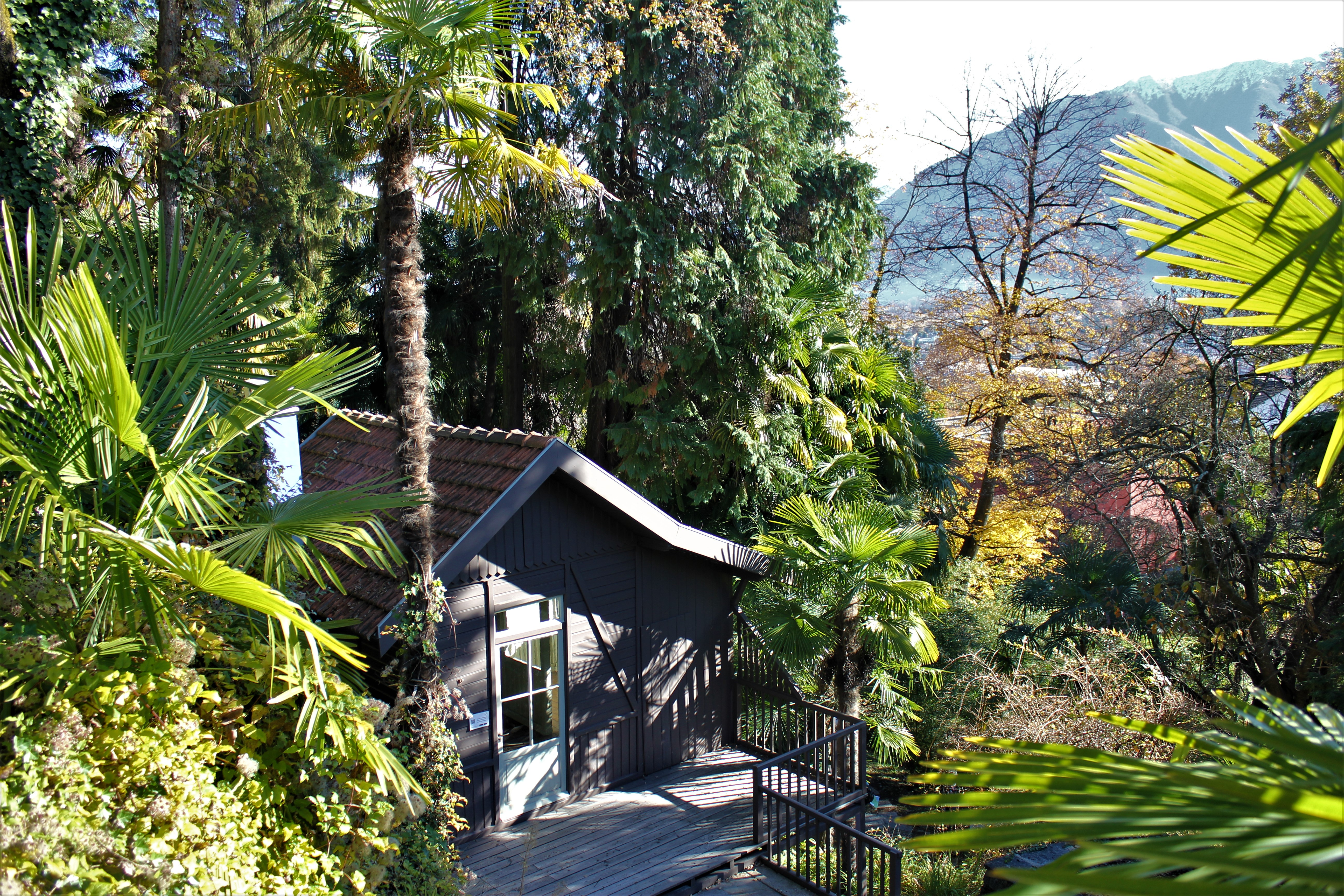
Casa dei Russi auf dem Monte Verità

Westlich über dem Ortskern liegt der Monte Verità. Aus der Zeit der einstigen Vegetarier- und Naturistenkolonie erhalten sind die Casa Selma, die Casa Aida und die Casa dei Russi – alles spartanische sogenannte «Licht-Luft-Hütten» von 1901/1902 – sowie die Casa Anatta (1904 von Henri Oedenkoven). Als wichtigster Zeuge moderner Architektur im Tessin gilt das 1926/1928 von Emil Fahrenkamp für Eduard von der Heydt erbaute Albergo Monte Verità. Weitere bedeutende Bauten der klassischen Moderne in Ascona sind das Teatro San Materno. (1927/1928 von Carl Weidemeyer für Charlotte Bara), die Villa Chiara oder Oppenheim (1934/1935 von Carl Weidmann) und die Villa Tuia (1960/1961 von Richard Neutra).

## Kultur
- Monte Verità (siehe oben unter Geschichte und Sehenswürdigkeiten)
- Abgraphics Fine Art Print[39]
- Archivio Bissier[40]
- Collezione AcquestArte[41]
- Fondazione Eranos[42]
- Museo comunale d’arte moderna Ascona[43] mit Fondazione Marianne Werefkin[44]
- Fondazione Rolf Gérard[45]
- Museo Castello San Materno – Fondazione per la cultura Kurt e Barbara Alten[46]
- Museo Epper[47]

## Veranstaltungen
- Seit 1946 werden die Ascona Musikwochen organisiert, ein Festival der klassischen Musik, bei dem von Ende August bis Anfang Oktober international bekannte Künstler und Orchester auftreten. Seit 1985 findet hier auch JazzAscona statt, ein renommiertes internationales Festival, das den Klängen von New Orleans und den afroamerikanischen Klängen gewidmet ist und jedes Jahr zwischen Ende Juni und Anfang Juli stattfindet.

## Sport

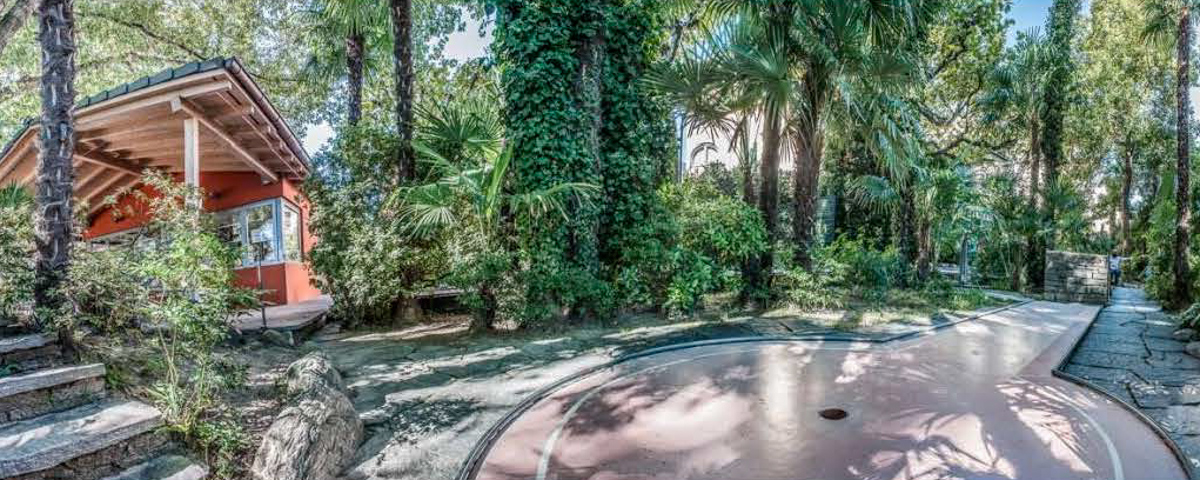
Minigolf Ascona

Der 18-Loch-Golfplatz von Ascona ist Mitgliedsplatz eines 1928 gegründeten Golfclubs. Der von britischen Architekten gebaute Platz liegt in einer Parklandschaft nahe dem Seeufer und war mehrfach Austragungsort internationaler Turniere.
Minigolf Ascona wurde 1954 eröffnet. Die Anlage liegt in einer Parkanlage unweit der Piazza und ist die weltweit älteste genormte Minigolf-Anlage.
Während der Fussball-Europameisterschaft 2008 schlug die deutsche Fussballnationalmannschaft in Ascona ihr Mannschaftsquartier auf und reiste von Ascona zu den jeweiligen Spielorten. Auch für die Fussball-Europameisterschaft 2016 gastierte die Mannschaft wieder in Ascona und absolvierte dort die Vorbereitungen.
Ascona hat einen eigenen Fussball-Club, den Football Club Ascona.

## Städtepartnerschaft
Ascona pflegt eine Städtepartnerschaft mit New Orleans, Louisiana, in den USA.

## Trivia
Nach dem Ort Ascona ist der Opel Ascona benannt: Ascona A (1970–1975), Ascona B (1975–1981), Ascona C (1981–1988).

## Bilder

Ascona mit Monte Verità im Vordergrund. Historisches Luftbild von Werner Friedli (1953)
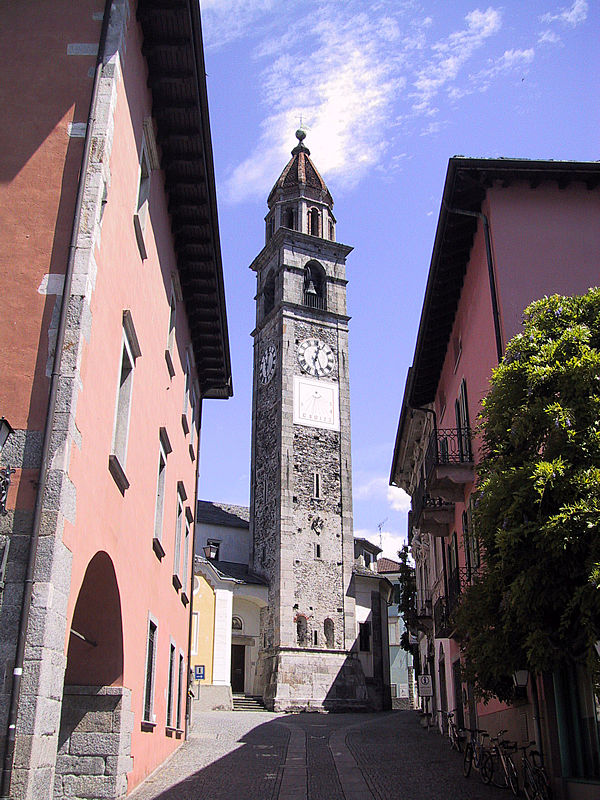
Kirche Santi Pietro e Paolo in Ascona
Kirche hinter dem Quai. Historisches Bild von Leo Wehrli (1940)
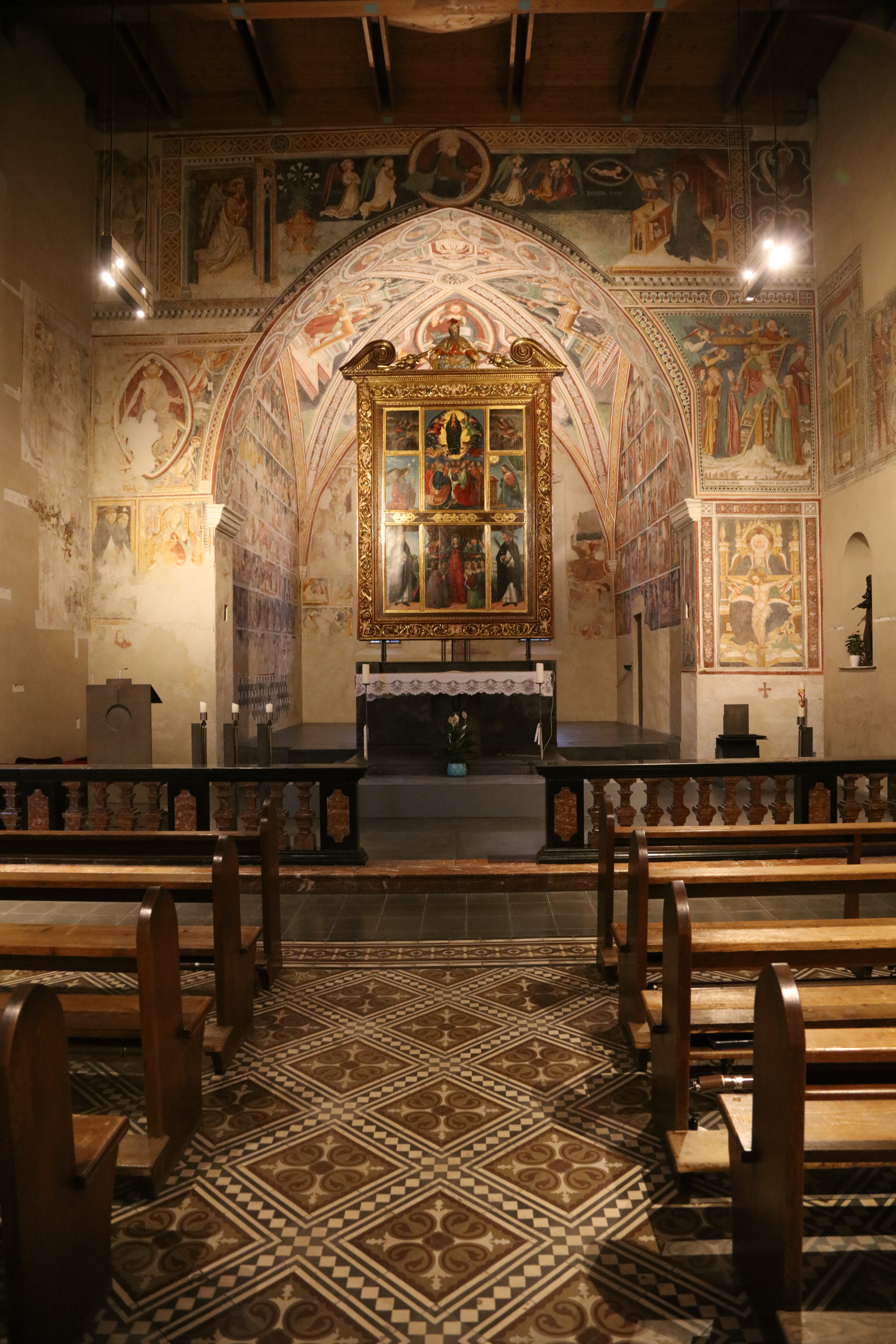
Kirche Santa Maria della Misericordia
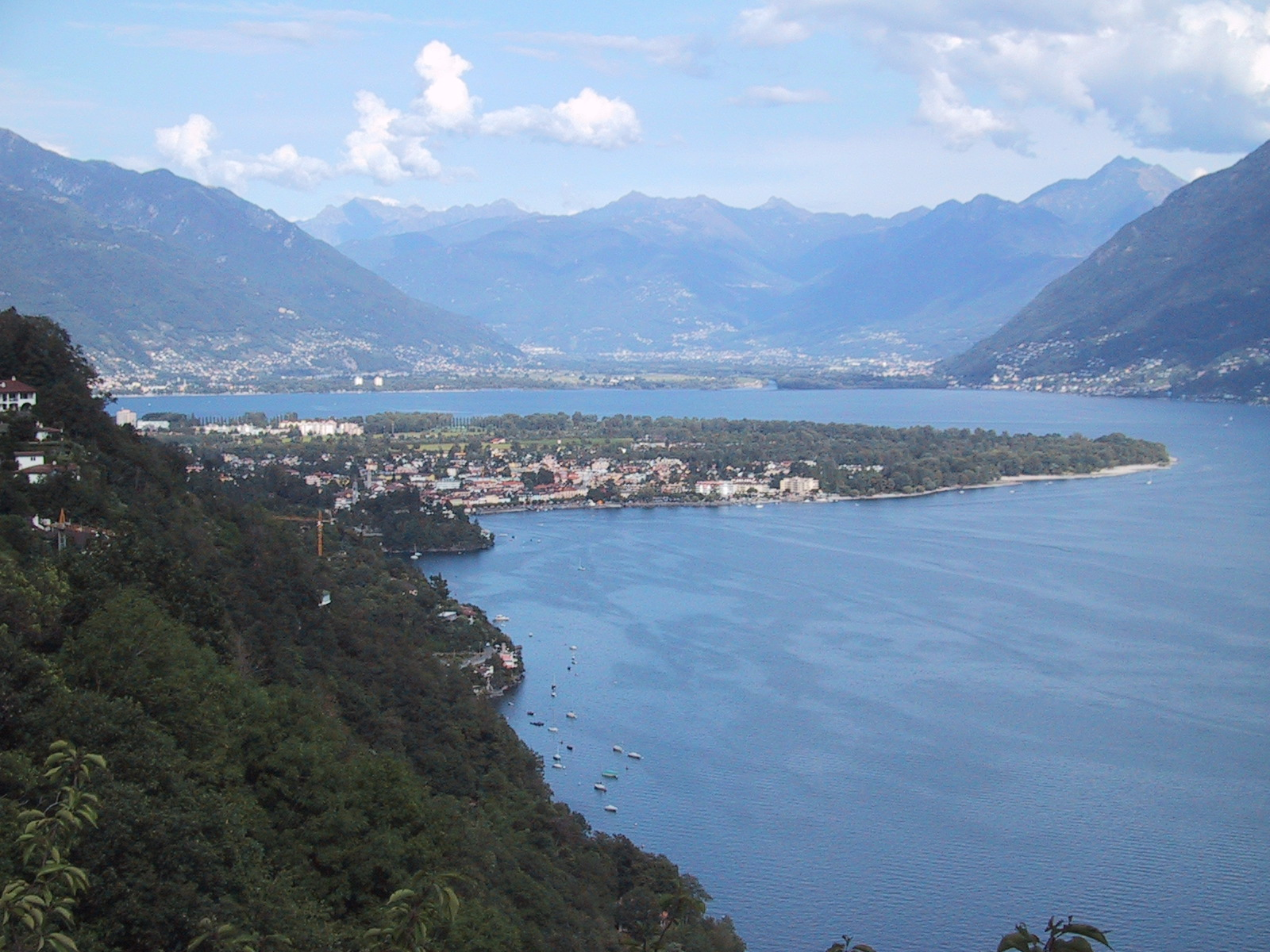
Maggia-Delta mit Ascona im Lago Maggiore
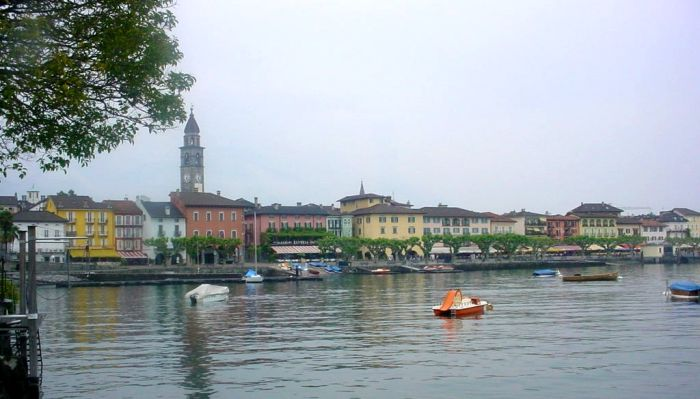
Blick auf Ascona vom Lago Maggiore aus
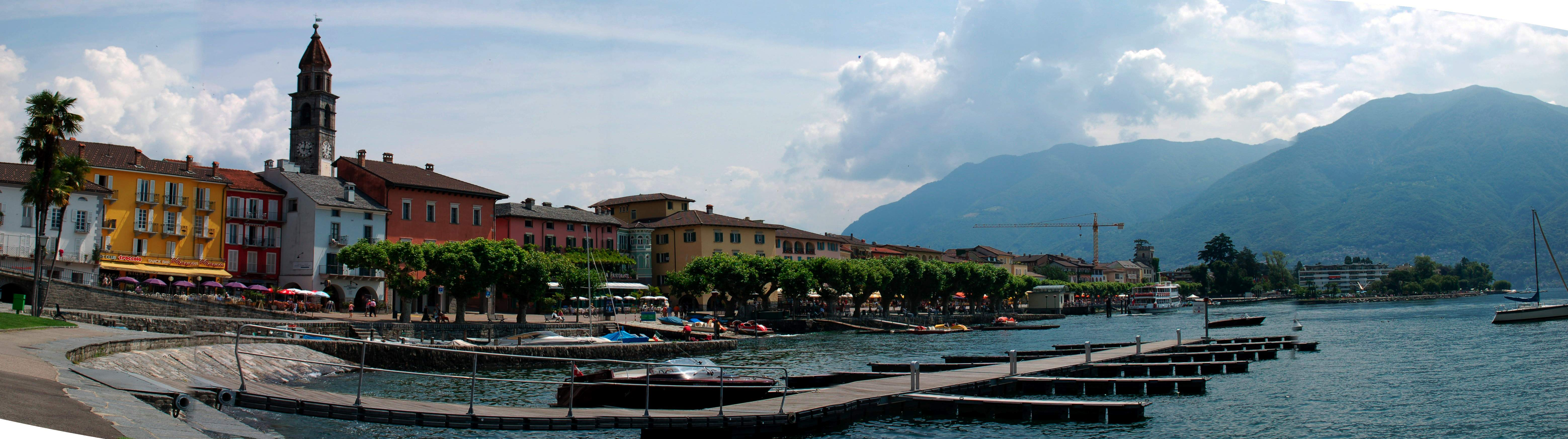
Panorama der Uferpromenade
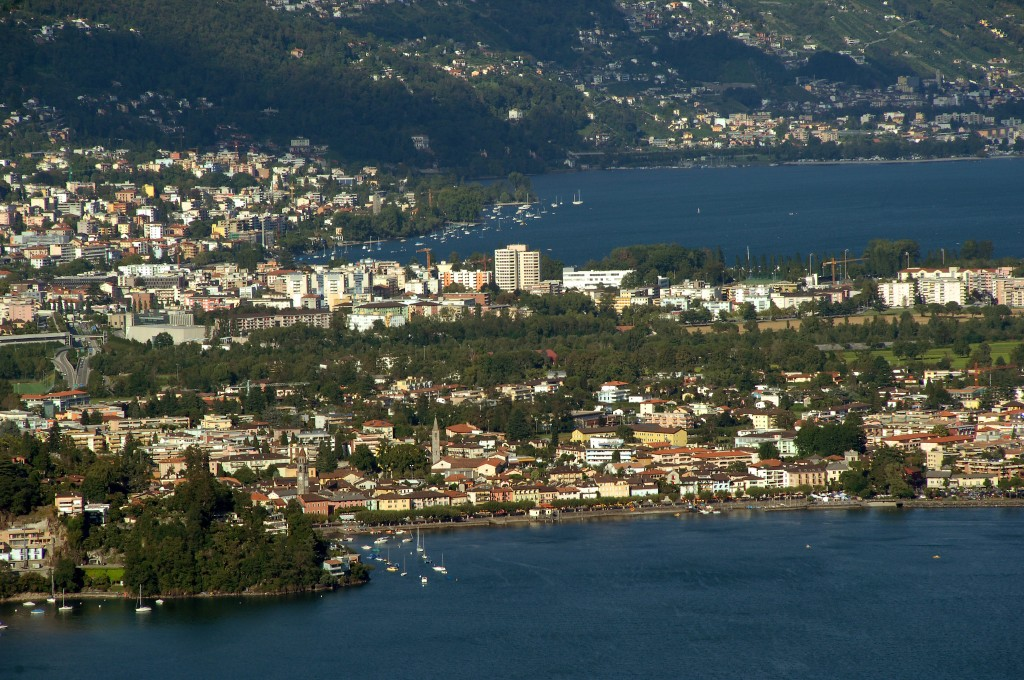
Ascona (vorne) und Locarno (hinten) am Maggiadelta
Albergo Ascona. Historisches Luftbild von W. Friedli (1946)
Wäscherinnen. Historisches Bild von L. Wehrli (1940)